# 本尼特鎮區 (內布拉斯加州菲爾莫爾縣)
本尼特鎮區（英語：Bennett Township）是位於美國內布拉斯加州菲爾莫爾縣的一個行政鎮區。

## 地方資料
本尼特鎮區的面積為93.72平方千米，皆為陸地。根據2020年美國人口普查的數據，當地共有人口66人，而人口密度為每平方千米0.7人。